# 蒙塔古島
58°25′S 26°23′W / 58.417°S 26.383°W

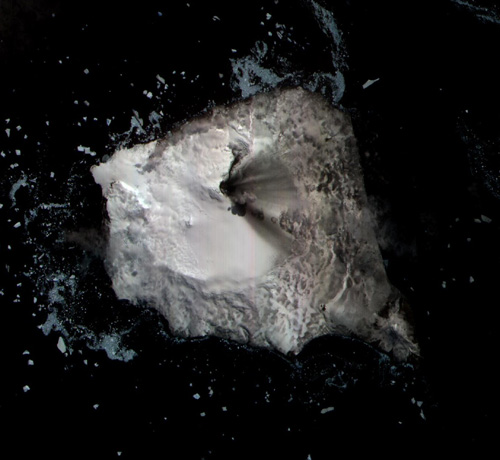
蒙塔古島衛星圖

蒙塔古島在南桑威奇群島的位置

蒙塔古島是英國海外領土南喬治亞與南桑威奇群島的火山島，位於威德爾海，長12公里、寬10公里，面積110平方公里，最高點海拔高度1,370米，島上無人居住。

## 外部連結
- Montagu Island - The Island Eencyclopedia （页面存档备份，存于） at Oceandots.com